# 앵그리버드 블루스
《앵그리버드 블루스》는 앵그리버드를 원작으로 하는 애니메이션이다. 2017년 3월 10일부터 유튜브에서 착신된다.